# Superstition (chanson)
Pour les articles homonymes, voir Superstition (homonymie).
Singles de Stevie Wonder
Keep On Running You Are the Sunshine of My Life
Clip vidéo
[vidéo] « Stevie Wonder - Superstition », sur YouTube
Pistes de Talking Book
You've Got It Bad Girl Big Brother
Superstition est une chanson américaine funk rock de Stevie Wonder, single extrait de son album Talking Book de 1972, du label Motown,. Un des plus importants succès internationaux emblématiques de sa carrière.

## Histoire
Ce tube international se classe no 1 dans les charts pop et R&B de 1973 aux États-Unis. En France, elle se classe à la 32e place du hit-parade de l'époque.
La chanson figure sur la compilation Number Ones, regroupant les plus grands succès de Stevie Wonder au Billboard Hot 100 américain. En 2003, la chanson est classée au 74e rang par Rolling Stone dans sa liste des « 500 meilleures chansons de tous les temps », puis en 12e position dans la nouvelle liste publiée par le magazine en 2021.

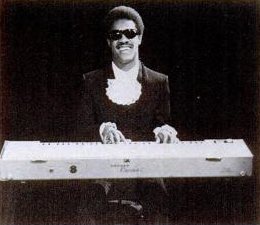
Stevie Wonder et son Moog (1972)

Cette chanson funk rock est née d'une session d'improvisation entre le guitariste britannique Jeff Beck et Stevie Wonder, avec des paroles de Stevie Wonder sur le thème « des méfaits des superstitions populaires » « Les échelles sont sur le point de tomber, le diable est en chemin, un bébé de treize mois, a cassé le miroir, sept ans de malchance, de bonnes choses dans ton passé, quand tu crois en des choses, que tu ne comprends pas, alors tu souffres, la superstition n'est pas la solution, non, non, non... ». Jeff Beck admirait la musique de Wonder, ce que ce dernier a su avant les sessions pour l'album Talking Book, et il aimait l'idée d'une collaboration avec Beck. Un accord est vite trouvé pour que Jeff soit inclus dans les sessions qui donneront naissance à l'album Talking Book, et en retour Wonder lui écrira une chanson, I Got to Have a Song, co-écrite par Stevie Wonder, Don Hunter, Lula Mae Hardaway et Paul Riser. Cette chanson est parue  sur l'album Jeff Beck Group de 1972.
Au cours des sessions d'enregistrement, Beck arrive avec l'intro de batterie. Wonder lui demande alors de continuer à jouer pendant qu'il improvise dessus. L'essentiel de la chanson vient de cette improvisation, y compris le riff. Une démo est réalisée ce même jour par Beck et Wonder,.
Après avoir terminé la chanson, Wonder décide d'accorder à Beck le droit d'enregistrer Superstition comme le voulait leur accord. Au départ, Beck devait sortir sa version en premier, avec son nouveau et éphémère power trio Beck, Bogert and Appice sur leur unique album studio éponyme (1973), puis sur le Live in Japan sorti l'année suivante. Une version résolument plus rock.
Dans la version de Wonder, teintée de funk, c'est Stevie lui-même qui joue la batterie, ainsi que le riff funky sur un clavinet Hohner Model C, la basse sur un Moog basse et bien sûr la partie vocale. S'ajoutent une trompette et un saxophone ténor, joués respectivement par Steve Madaio et Trevor Lawrence. La musique de Wonder avait déjà subi un changement, passant d'une pop Motown, quelques années plus tôt, à un style plus personnel. Ce changement avait été évident sur ses deux albums précédents, mais c'est avec Talking Book et Superstition en particulier, qui a amené le nouveau style à la sensibilisation du public en général.

## Musiciens
- Stevie Wonder : chant, clavinet Hohner, batterie, Moog basse
- Trevor Lawrence : saxophone ténor
- Steve Madaio : trompette

## Classement
| Classement (1972-73)                    | Meilleure place |
| --------------------------------------- | --------------- |
| Allemagne (Media Control AG)            | 21              |
| Belgique (Flandre Ultratop 50 Singles)  | 16              |
| Belgique (Wallonie Ultratop 50 Singles) | 35              |
| Canada (RPM Singles)                    | 6               |
| Espagne (Promusicae)                    | 20              |
| États-Unis (Hot 100)                    | 1               |
| France (IFOP)                           | 32              |
| Italie (FIMI)                           | 13              |
| Japon (Oricon)                          | 40              |
| Pays-Bas (Single Top 100)               | 10              |
| Royaume-Uni (Official Charts Company)   | 11              |
| Singapour                               | 2               |
| Turquie                                 | 1               |

## Au cinéma
- Ce titre est repris pour la musique de plusieurs films, dont :
- 1982 : The Thing, de John Carpenter
- 1995 : Un vampire à Brooklyn, de Wes Craven, avec Eddie Murphy, reprise par le groupe UB40.
- 2003 : Le Manoir hanté et les 999 Fantômes, de Rob Minkoff, avec Eddie Murphy, reprise par Raven-Symoné
- 2004 : I, Robot, d'Alex Proyas, avec Will Smith, version de Stevie Wonder.

## Télévision
- Le Grand Journal de Canal+, utilisée pour le générique, en étant remixée lors de chaque nouvelle saison.
- Alerte Cobra, utilisée à la fin d'un épisode de la série.
- La série musicale Glee la reprend dans l'épisode 21 de la saison 4, en hommage à Stevie Wonder.

## Reprises et adaptations
Ce tube est repris et adapté par de nombreux interprètes, dont : 
- 1973 : The Jackson Five, lors d'un concert au Japon, de  l'album live In Japan!.
- 1973 : Stevie Wonder l'a joué live-in-the-studio pour l'émission Sesame Street en 1973, épisode 514. Cette version apparaîtra plus tard sur la compilation Songs from the Street: 35 Years in Music[18],[19].
- 1973 : Quincy Jones (album You've Got It Bad, Girl)
- 1973 : Jeff Beck avec Beck, Bogert and Appice, sur Beck, Bogert and Appice (album). Cette version ne contient que deux couplets.
- 1973 : Eddy Mitchell, adaptée en français, enregistré fin 1973 et parue sur l'album Ketchup électrique de 1974[20], ainsi qu'en face B du single Chaque matin il se lève la même année[21].
- 1986 : Stevie Ray Vaughan, en single extrait de son album Live Alive[22].
- 1989 : Stevie Wonder et Stevie Ray Vaughan l'ont joué ensemble sur MTV, dans l'émission Stevie Wonder: Characters[23].
- 1995 : UB40, pour le film Un vampire à Brooklyn avec Eddie Murphy.
- 2003 : Raven-Symoné, reprise pour le film Le Manoir hanté et les 999 Fantômes, avec une nouvelle fois Eddie Murphy[24].
- 2004 : Laurent Voulzy, y fait allusion pour son titre Rockollection version album Gothique flamboyant pop dancing tour de 2004.
- 2010 : Ursus Minor, album I will not take but for an answer, le titre fait immédiatement suite à leur reprise de Petite Fleur de Sidney Bechet. Ursus Minor l'avait joué une première fois sur scène avec Jeff Beck au festival Sons d'Hiver, lors du rappel, en janvier 2003.
- 2021 : Pat Bianchi (en), sur son album jazz hommage Something to Say - The Music of Stevie Wonder.